# The Dogs of War
The Dogs of War est une chanson du groupe rock progressif britannique Pink Floyd. C'est le troisième titre de l'album A Momentary Lapse of Reason en 1987 qui fut réalisé sans Roger Waters. Il apparait aussi sur la version vidéo de Delicate Sound of Thunder. Elle se classa 30e aux États-Unis.
"The Dogs of War" décrit des politiciens qui orchestrent des guerres, suggérant que la principale influence derrière la guerre est l'argent.

## Vidéo-clip
Le vidéo-clip de cette chanson, composé du film en lui-même réalisé par Storm Thorgerson et qui dépeint des bergers allemands aux yeux jaunes traversant une zone de guerre, ainsi qu'un enregistrement en direct et des séquences de concert filmées pendant les trois nuits du groupe à l'Omni à Atlanta, Géorgie en novembre 1987 réalisé par Lawrence Jordan (qui a réalisé des films de concert pour Rush, Mariah Carey et Billy Joel). Des vidéos pour "On the Turning Away" et "One Slip" ont également été tournées à partir de ce concert où la vidéo de "The Dogs of War" a été tournée.

## Personnel
- David Gilmour - Guitare, chant
- Tony Levin - Basse
- Jon Carin - Claviers
- Bill Payne - Orgue Hammond
- Scott Page, Tom Scott - Saxophone
- Carmine Appice - Batterie
- Darlene Koldenhaven, Carmen Twillie, Phyllis St. James, Donnie Gerrard – Chœurs

## Personnel en concerts
- David Gilmour : Guitare, chant
- Tim Renwick : Guitare rythmique
- Richard Wright : Orgue Hammond, Synthétiseurs
- Jon Carin : Claviers
- Guy Pratt : Basse
- Nick Mason : Batterie
- Gary Wallis : Percussions
- Scott Page : saxophone
- Margret Taylor, Rachel Fury, Durga McBroom, Roberta Freeman, Lorelei McBroom : Chœurs